# Nero AAC Codec
O Nero AAC Codec é um pacote de softwares para codificar e decodificar audio (codec) resultando de sua codificação um arquivo AAC (m4a). É um pacote de software proprietário mas gratuito.

## Componentes do Pacote
O Nero AAC Codec é composto por 3 softwares:
1. Nero AAC Encoder
2. Nero AAC Decoder
3. Nero MPEG-4 Audio Tagger

### Instalação
É um pacote de programas que dispensa instalação e está disponível para uso tanto em MS Windows quanto para o GNU Linux. No pacote vem os binários tanto para MS Windows quanto para GNU Linux.
No MS Windows ele ficará disponível no diretório onde o usuário o copiar.
No GNU Linux é necessário atribuir permissões de execução para os binários e eles estarão prontos para o uso. Mas para melhorar o acesso o usuário pode copiar (como root) os binários para /usr/bin e assim poder executar o programa a partir de qualquer diretório.

### Nero AAC Encoder
É o mais importante componente do pacote, é o responsável pela criação dos arquivos AAC, para tanto ele precisa de um arquivo WAV para comprimir.
Possui três modos de operação:
1. VBR
2. ABR
3. CBR

Este codec funciona por linha de comandos ou ou pode ser integrado em outras aplicações capazes de usá-lo, como: Exact Audio Copy, Rubyripper, Audacity, Easy CD-DA Extraction, etc.

#### Os Modos de Operação

##### VBR
O modo VBR pode ser acessado através do parâmetro -q e permite qualquer ajuste entre os valores 0.0(qualidade mínima) até 1.0(qualidade máxima).
A grosso modo podemos resumir os ajustes da seguinte forma:
| Qualidade | Bitrate médio*(kbit/s STEREO) |
| --------- | ----------------------------- |
| 0.05      | 16                            |
| 0.15      | 33                            |
| 0.25      | 66                            |
| 0.35      | 100                           |
| 0.45      | 146                           |
| 0.55      | 192                           |
| 0.65      | 238                           |
| 0.75      | 285                           |
| 0.85      | 332                           |
| 0.95      | 381                           |

*Lembrando que esses valores variam pois o objetivo aqui não é o Bitrate médio mas a qualidade.

##### ABR
O modo ABR pode ser acessado através do parâmetro -br e permite qualquer ajuste entre 8000 até 400000 (kbit/s).

##### CBR
O modo CBR pode ser acessado através do parâmetro -cbr e permite, como o ABR, permite qualquer ajuste entre 8000 até 400000 (kbit/s).

### Nero AAC Decoder
Este software tem faz a função inversa transformando o arquivo AAC em um arquivo WAV. Obviamente o arquivo WAV resultante terá a mesma qualidade que o arquivo AAC tinha, pois o AAC é um formato com perda de dados semelhante ao MP3 ainda que com recursos e qualidade de áudio superior.
É utilizado via linha de comando.

### Nero MPEG-4 Audio Tagger
Este software é utilizado para gravar metadados nos arquivos AAC de forma semelhante ao id3 Tag.
Permite a entrada dos seguintes campos:
- title
- artist
- year
- album
- genre
- track
- totaltracks
- disc
- totaldiscs
- url
- copyright
- comment
- lyrics
- credits
- rating
- label
- composer
- isrc
- mood
- tempo

Este programa também funciona por linha de comandos ou ou pode ser integrado em outras aplicações capazes de usá-lo, como: Exact Audio Copy, Rubyripper, Audacity, Easy CD-DA Extraction, etc.

## Ligações Externas
Nero AAC Codec